# Haëloc
Haëloc de Domnomée est un prince breton puis roi de Domnonée du VIIe siècle, évoqué dans la Vita de saint Malo composée vers 870.

## Biographie
Haëloc est un fils cadet de Judaël roi de Domnomée armoricaine. Il est confié à un père nourricier (latin: nutritor) nommé Rethwal que la Vie de saint Malo qualifie d'hérétique. À la mort de leur père vers 605, le trône de Domnomée doit revenir à l'ainé de ses fils Judicaël. Rethwal qui souhaite régner au nom de son pupille décide de le porter au trône et fait massacrer sept des quinze frères d'Haëloc. Sept autres réussissent à s'échapper dont Judicaël l'héritier du trône qui se réfugie dans le monastère de Saint-Jean de Gaël et se fait moine sous la protection de l'abbé Méen.  
Après la mort subite de Rethwal, Haëloc règne seul et il s'oppose à l'abbé-évêque Maclou/Malo d'Alet en détruisant un petit établissement monastique c'est-à-dire une Cellula avec sa basilica située à « Raux », selon le biographe du saint, peut-être identifiable avec Roz-sur-Couesnon. Maclou et ses moines interviennent et à la suite de leur prières Haëloc devient aveugle. Il se rend au monastère de Maclou et se prosterne devant lui en déclarant accepter de grand cœur les pénitences qui lui seraient imposées. Touché par ce repentir, Maclou prie pour lui et il recouvre la vue. Il restitue alors vers 610 son héritage à Judicaël mais garde comme domaine la région de Brocéliande entourant Gaël qu'il dirige en bon chrétien jusqu'à sa mort vers 615 